# Gąsiorowo (Wieliczki)
Gąsiorowo (deutsch Groß Gonschorowen, 1938 bis 1945 Klinken (Ostpr.)) ist ein Ort in der polnischen Woiwodschaft Ermland-Masuren. Er gehört zur Landgemeinde Wieliczki (Wielitzken, 1938–1945 Wallenrode) im Powiat Olecki (Kreis Oletzko, 1933–1945 Kreis Treuburg).

## Geographische Lage
Gąsiorowo liegt im Nordosten Polens unweit der Grenze zu Litauen und der Grenze zur russischen Exklave Gebiet Kaliningrad sowie im Osten der Woiwodschaft Ermland-Masuren, 16 Kilometer südlich der Kreisstadt Olecko (Marggrabowa, umgangssprachlich auch Oletzko, 1928–1945 Treuburg).

## Geschichte
Das kleine Dorf wurde unter dem Namen Klincken 1475 gegründet und hieß nach 1818 Groß Gonschiorowen und bis 1938 Groß Gonschorowen. Vor 1945 bestand es aus mehreren großen Höfen.
Von 1874 bis 1945 war Groß Gonschorowen in den Amtsbezirk Babken (polnisch Babki Gąseckie) eingegliedert. Er gehörte – 1938 in Amtsbezirk Babeck umbenannt – zum Kreis Oletzko (1933–1945 Kreis Treuburg) im Regierungsbezirk Gumbinnen der preußischen Provinz Ostpreußen.
Am 1. Dezember 1910 verzeichnete Groß Gonschorowen 98 Einwohner. Ihre Zahl verringerte sich bis 1933 auf 65 und belief sich 1939 auf 70.
Aufgrund der Bestimmungen des Versailler Vertrags stimmte die Bevölkerung im Abstimmungsgebiet Allenstein, zu dem Groß Gonschorowen gehörte, am 11. Juli 1920 über die weitere staatliche Zugehörigkeit zu Ostpreußen (und damit zu Deutschland) oder den Anschluss an Polen ab. In Groß Gonschorowen stimmten 63 Einwohner für den Verbleib bei Ostpreußen, auf Polen entfiel keine Stimme.
Ab dem 3. Juni (amtlich bestätigt am 16. Juli) des Jahres 1938 führte das Dorf den – nach politisch-ideologischer Auffassung nicht so fremdländisch klingenden – Namen Klinken (Ostpr.).
Im Jahr 1945 kam das Dorf in Kriegsfolge mit dem gesamten südlichen Ostpreußen zu Polen und trägt seither die polnische Namensform Gąsiorowo. Heute ist es eine Ortschaft im Verbund der Landgemeinde Wieliczki (Wielitzken, 1938–1945 Wallenrode) im Powiat Olecki (Kreis Oletzko, 1933–1945 Kreis Treuburg), bis 1998 zur Woiwodschaft Suwałki, seitdem zur Woiwodschaft Ermland-Masuren zugehörig.

## Religionen
Bis 1945 war Groß Gonschorowen in das Kirchspiel der evangelischen Kirche Gonsken in der Kirchenprovinz Ostpreußen der Evangelischen Kirche der Altpreußischen Union sowie in die katholische Pfarrei Marggrabowa (1928–1945 Treuburg, polnisch Olecko) im Bistum Ermland eingepfarrt.
Heute gehört Gąsiorowo zur evangelischen Kirchengemeinde in Ełk (deutsch Lyck), einer Filialgemeinde der Pfarrei Pisz (Johannisburg) in der Diözese Masuren der Evangelisch-Augsburgischen Kirche in Polen, sowie zur katholischen Pfarrkirche Wieliczki im Bistum Ełk der Römisch-katholischen Kirche in Polen.

## Verkehr
Gąsiorowo ist auf einem Landweg zu erreichen, der bei Gąsiorówko (Klein Gonschorowen, 1938–1945 Kleinkiöwen) von der Straße Gąski–Kijewo–Guty abzweigt. Eine Bahnanbindung existiert nicht.